# Dienstränge der Deutschen Reichsbahn

Seit Beginn bis zum Jahre 1991 war der Dienstrang bei der Deutschen Reichsbahn ein fester Bestandteil im Dienstverhältnis des Eisenbahners, ob als Beamter oder als Angestellter. Jeder Eisenbahner war im dienstlichen Verkehr verpflichtet und außerdienstlich berechtigt, den verliehenen Dienstrang zu führen. Der Dienstrang wurde mit einer Urkunde verliehen, dabei wurde die erstmalige Verleihung als Attestierung, jede weitere als Beförderung bezeichnet. 

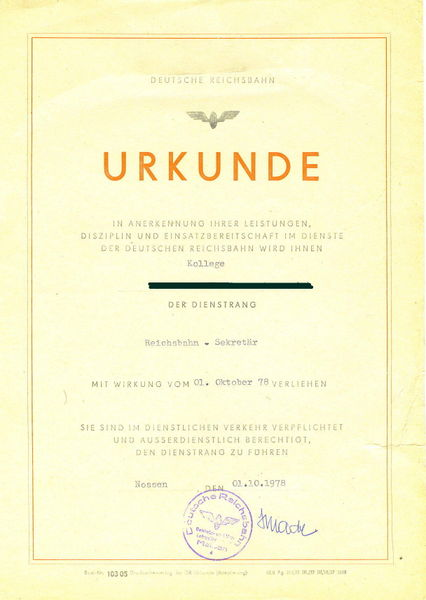
Attestierungsurkunde zum Reichsbahn-Sekretär

Die Pflicht zum Führen im Dienst wurde bei der Deutschen Reichsbahn 1991 abgeschafft.

## Dienstränge von 1924 bis 1935
Im Ergebnis eines Wettbewerbs wurde im gesamten Deutschen Reich für alle Angehörigen der Reichsbahn eine einheitliche Dienstkleidung eingeführt, bei der auf die meisten der bis dahin üblichen Abzeichen und Verzierungen verzichtet wurde. Der Dienstrang und die jeweilige Sparte waren an den Kragenspiegeln erkennbar.
Besoldungsgruppen und Dienstbezeichnungen nach der Gehaltsrevision von 1928
| Besoldungs- Gruppen | Dienstbezeichnungen | Dienstrangabzeichen |
| ------------------- | --- | ------------------- |
| 17a                 | Schrankenwärter, Maschinenwärter, Bahnhofsgehilfe |                     |
| 17                  | Bahnwärter, Amtsgehilfe |                     |
| 16                  | Amtsgehilfe, Botenmeister der Reichsbahndirektion oder des zentralen Amtes |                     |
| 15                  | Rottenführer, Leitungsaufseher, Materialaufseher, Weichenwärter, Maschinist, Drucker, Zugschaffner, Triebwagenschaffner, Rangierer, Matrose, Ladeschaffner, Bahnhofsschaffner |                     |
| 14                  | Oberdrucker, Schiffsheizer, Hauptverwaltungsgehilfe, Reichsbahnbetriebsassistent, Wagenaufseher, Oberbotenmeister, Amtsmeister der Hauptverwaltung, Hausinspektor der Hauptverwaltung |                     |
| 14a                 | Obermaschinist für Heiz- und Kraftwerke |                     |
| 13                  | Lokomotivheizer, Triebwagenführer, Funker, Kraftwagenführer |                     |
| 13a                 | Lademeister, Rangiermeister, Rottenmeister, Leitungsmeister, Stellwerksmeister, Materialmeister, |                     |
| 13a                 | Kanzleiassistent |                     |
| 11                  | Werkführer, Werkführer für Stellwerke, Werkführer für Druckerei, Telegraphenwerkführer, Wagenmeister, Reservelokomotivführer, Reichsbahnassistent, techn. Reichsbahnassistent, Vermessungsassistent, 3. Seemaschinist auf Hochseefähren, 3. Seesteuermann auf Hochseefähren, Schiffsführer, Schiffsmaschinist, Steuermann |                     |
| 10                  | Zugführer |                     |
| 9a                  | Bahnmeister, Oberwerkmeister für Stellwerke, Oberwagenmeister, Oberzugführer, Zugrevisor, Oberlademeister, Oberrangiermeister, Oberrottenmeister, Oberleitungsmeister, Oberstellwerksmeister, Obermaterialmeister |                     |
| 9                   | Lokomotivführer, Werkmeister, Wagenwerkmeister, Telegrapenwerkmeister, Werkmeister für Druckerei, Reichsbahnsekretär, techn. Reichsbahnsekretär, Vermessungsekretär, Schiffskapitän, Schiffsobermaschinist |                     |
| 8                   | Kanzleisekretär der Hauptverwaltung, Kanzleivorsteher der Reichsbahndirektion oder des Reichsbahn-Zentralamtes, 2. Seemaschinist auf Hochseefähren, 2. Seesteuermann auf Hochseefähren |                     |
| 7a                  | Reichsbahnsekretär, Reichsbahnobersekretär, techn. Reichsbahnobersekretär, Vermessungsobersekretär, Oberlokomotivführer, Lokomotivbetriebsrevisor, Betriebsoberwerkmeister |                     |
| 7                   | Reichsbahnobersekretär, techn. Reichsbahnobersekretär, Vermessungsobersekretär, 1. Seemaschinist auf Hochseefähren, 1. Seesteuermann auf Hochseefähren |                     |
| 6                   | Oberlandmesser, Reichsbahnoberinspektor, techn. Reichsbahnoberinspektor, Vermessungsoberinspektor |                     |
| 5                   | Seekapitän auf Hochseefährschiffen, Reichsbahnamtmann |                     |
| 4                   | Reichsbahnoberamtmann |                     |
| 3                   | Reichsbahnrat |                     |
| 2                   | Reichsbahnoberrat, Bürodirektor der Hauptverwaltung |                     |
| 1                   | Reichsbahndirektor, Direktor bei der Reichsbahn |                     |

## Dienstränge von 1935 bis 1945

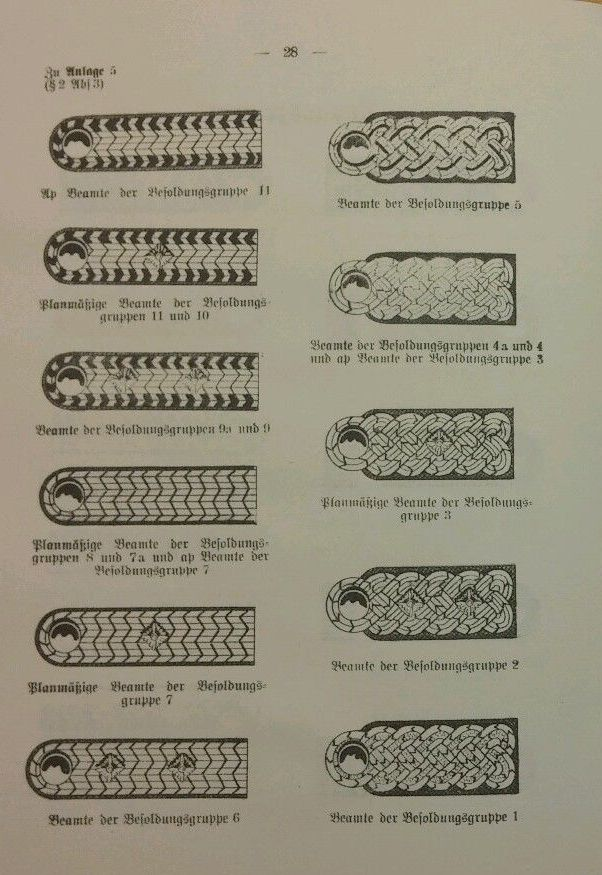
Rangabzeichen nach der Dienstkleidungsordnung von 1935.

Ab Juli 1935 wurde eine neue Uniform mit Fach- und Spartenabzeichen und Schulterstücken als Rangabzeichen der Beamten und Arbeiter eingeführt.

## Dienstränge von 1945 bis 1957

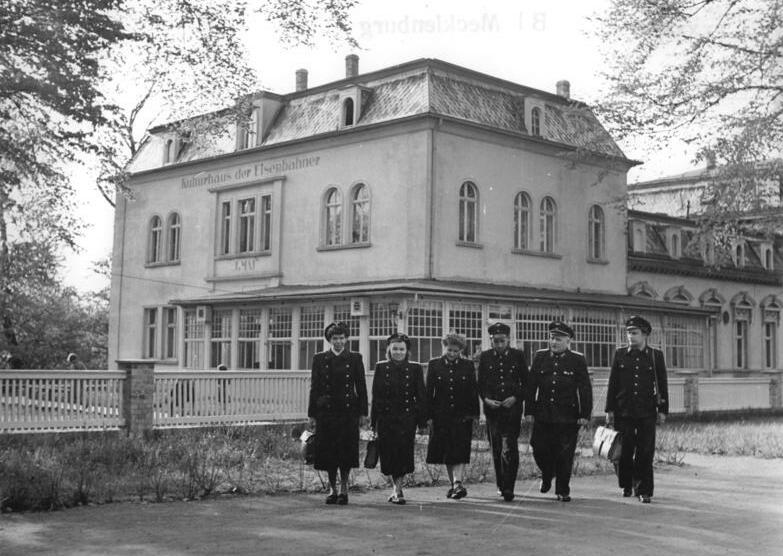
Reichsbahnuniformen 1955

Nach Ende des Zweiten Weltkrieges wurden die Dienstränge bei der Deutschen Reichsbahn in der SBZ bzw. DDR beibehalten, die Uniform wurde jedoch schon bald sowjetischem Vorbild nachempfunden. Dies zeigte sich besonders an den Schulterstücken. Grundsätzlich waren viele Eisenbahner Uniformträger und der militärische Schnitt und die Dienstgrade spiegelten den halbmilitärischen Charakter der Eisenbahn in der DDR wider. Dies war verbunden mit einem übertrieben hohen Sicherheitsbewusstsein, Bereitschafts- und Geheimhaltungsgrad.

## Dienstränge von 1957 bis 1962
Die Kragenspiegel und Schulterstücke der Ranggruppen I bis IV waren in der Farbe des jeweiligen Hauptdienstzweiges rot, blau, grün, gelb und schwarz umrandet, im Beispiel ein Kragenspiegel des Hauptdienstzweiges Betriebs- und Verkehrsdienst (rot)

### Ranggruppe I
Die Mützenkordel dieser Ranggruppe war blau, gold durchwirkt.
| Dienstrang                                 | Abkürzung      | Schulterstück |
| ------------------------------------------ | -------------- | ------------- |
| Lehrling B+V-Helfer                        | Lehrl BV-Helf  |               |
| Lehrling                                   | Lehrl          |               |
| Eisenbahner                                | Eb             |               |
| Reichsbahn-Unterassistent und Zugschaffner | RUAss und Zsch |               |
| Reichsbahn-Assistent                       | RAss           |               |

### Ranggruppe II
Die Mützenkordel dieser Ranggruppe war blau und gold im Verhältnis 2:2.
| Dienstrang                                           | Abkürzung     | Schulterstück |
| ---------------------------------------------------- | ------------- | ------------- |
| Ingenieurschüler erstes Semester                     | Ingsch        |               |
| Ingenieurschüler ab zweitem Semester                 | Ingsch        |               |
| Reichsbahn-Untersekretär, Zugführer, Lokomotivheizer | RUS, Zf, Lokh |               |
| Reichsbahn-Sekretär und Reservelokomotivführer       | RS und ResLf  |               |
| Reichsbahn-Obersekretär und Lokomotivführer          | ROS und Lf    |               |
| Reichsbahn-Hauptsekretär und Oberlokomotivführer     | RHS und OLf   |               |

### Ranggruppe III
Die Mützenkordel dieser Ranggruppe war gold, blau durchwirkt.
| Dienstrang                            | Abkürzung  | Schulterstück |
| ------------------------------------- | ---------- | ------------- |
| Fachschulabsolvent                    | Fachschabs |               |
| Hochschulabsolvent                    | Hochschabs |               |
| außerplanmäßiger Reichsbahn-Inspektor | ap RI      |               |
| Reichsbahn-Inspektor                  | RI         |               |
| Reichsbahn-Oberinspektor              | ROI        |               |
| außerplanmäßiger Reichsbahn-Amtmann   | ap RA      |               |
| Reichsbahn-Amtmann                    | RA         |               |
| Reichsbahn-Oberamtmann                | ROA        |               |

### Ranggruppe IV
Die Mützenkordel entsprach der der Ranggruppe III (gold, blau durchwirkt).
| Dienstrang          | Abkürzung | Schulterstück |
| ------------------- | --------- | ------------- |
| Reichsbahn-Rat      | RR        |               |
| Reichsbahn-Oberrat  | ROR       |               |
| Reichsbahn-Hauptrat | RHR       |               |

### Ranggruppe V
Die Farbe der Umrandung der Schulterstücke war für Vizepräsidenten, Präsidenten, den Generaldirektor sowie seinen Stellvertreter rot, die Umrandung der Kragenspiegel ab Reichsbahn-Direktor gold.
Die Mützenkordel dieser Ranggruppe war gold.
| Dienstrang                                 | Abkürzung | Schulterstück |
| ------------------------------------------ | --------- | ------------- |
| Reichsbahn-Direktor                        | RD        |               |
| Reichsbahn-Oberdirektor                    | ROD       |               |
| Reichsbahn-Hauptdirektor                   | RHD       |               |
| Stellvertreter des Generaldirektors der DR | Stv. GD   |               |
| Generaldirektor der Deutschen Reichsbahn   | GD        |               |

## Dienstränge von 1962 bis 1974
Die Hauptdienstzweige waren an den Farben der Biesen an den Mützen sowie durch Umrandungen der Schulterstücke und Kragenspiegel erkennbar.
Dabei stand
- rot für Betriebs- und Verkehrsdienst,
- blau für Maschinenwirtschaft,
- grau für Wagenwirtschaft,
- grün für Bahnanlagen und Eisenbahnbau,
- gelb für Sicherungs- und Fernmeldewesen.

### Ranggruppe I
Die Mützenkordel dieser Ranggruppe war blau, gold durchwirkt.
| Dienstrang                                 | Abkürzung      | Schulterstück |
| ------------------------------------------ | -------------- | ------------- |
| Eisenbahner                                | Eb             |               |
| Reichsbahn-Unterassistent und Zugschaffner | RUAss und Zsch |               |
| Reichsbahn-Assistent                       | RAss           |               |

Lehrlinge trugen die Schulterstücke wie der Dienstrang Eisenbahner, statt des Sterns war jedoch eine oder zwei Schlaufen in Gold mit blauem Streifen zu tragen.

### Ranggruppe II
Die Mützenkordel dieser Ranggruppe war blau und gold im Verhältnis 2:2.
| Dienstrang                                              | Abkürzung        | Schulterstück |
| ------------------------------------------------------- | ---------------- | ------------- |
| Reichsbahn-Untersekretär, Zugführer und Lokomotivheizer | RUS, Zf und Lokh |               |
| Reichsbahn-Sekretär und Reservelokomotivführer          | RS und ResLf     |               |
| Reichsbahn-Obersekretär und Lokomotivführer             | ROS und Lf       |               |
| Reichsbahn-Hauptsekretär und Oberlokomotivführer        | RHS und OLf      |               |

Schüler der Ingenieurschule Gotha, der Seminarschulen Eisenach und Altenburg und der Ingenieurschule für Eisenbahnwesen Dresden trugen die Schulterstücke wie der Dienstrang Reichsbahn-Untersekretär, statt des Sterns war jedoch eine Schlaufe in Gold mit blauem Streifen zu tragen.
Schüler der Ingenieurschulen nach dem zweiten Semester trugen die Schulterstücke wie der Dienstrang Reichsbahn-Untersekretär, statt des Sterns waren jedoch zwei Schlaufen in Gold mit blauem Streifen zu tragen.

### Ranggruppe III
Die Mützenkordel dieser Ranggruppe war gold, blau durchwirkt.
| Dienstrang               | Abkürzung | Schulterstück |
| ------------------------ | --------- | ------------- |
| Reichsbahn-Inspektor     | RI        |               |
| Reichsbahn-Oberinspektor | ROI       |               |
| Reichsbahn-Amtmann       | RA        |               |
| Reichsbahn-Oberamtmann   | ROA       |               |

Absolventen der Hochschulen trugen bis zur Attestierung die Schulterstücke wie der Dienstrang Reichsbahn-Inspektor, statt des Sterns waren jedoch zwei Schlaufen in Gold mit blauem Streifen zu tragen.

### Ranggruppe IV
Die Mützenkordel dieser Ranggruppe war ebenfalls gold, blau durchwirkt.
| Dienstrang          | Abkürzung | Schulterstück |
| ------------------- | --------- | ------------- |
| Reichsbahn-Rat      | RR        |               |
| Reichsbahn-Oberrat  | ROR       |               |
| Reichsbahn-Hauptrat | RHR       |               |

### Ranggruppe V
Die Farbe der Umrandung der Schulterstücke war für Vizepräsidenten, Präsidenten, den Generaldirektor sowie seinen Stellvertreter rot, die Umrandung der Kragenspiegel ab Reichsbahn-Direktor gold.
Die Mützenkordel dieser Ranggruppe war gold.
| Dienstrang                                 | Abkürzung | Schulterstück |
| ------------------------------------------ | --------- | ------------- |
| Reichsbahn-Direktor                        | RD        |               |
| Reichsbahn-Oberdirektor                    | ROD       |               |
| Reichsbahn-Hauptdirektor                   | RHD       |               |
| Stellvertreter des Generaldirektors der DR | Stv. GD   |               |
| Generaldirektor der Deutschen Reichsbahn   | GD        |               |

## Dienstränge von 1974 bis 1991
Die farbliche Unterscheidung der Hauptdienstzweige wurde beibehalten (siehe 1962 bis 1974)
Die Kragenspiegel der Ranggruppen I bis IV waren in der Farbe des jeweiligen Hauptdienstzweiges umrandet, im Beispiel ein Kragenspiegel des Hauptdienstzweiges Betriebs- und Verkehrsdienst (rot).
Die Dienstränge wurden 1991 bei der Deutschen Reichsbahn abgeschafft, jeder Mitarbeiter erhielt ein Schreiben, aus dem hervorging, dass er nur noch außerdienstlich berechtigt ist, den bisherigen Rang weiterzuführen.

### Ranggruppe I
Die Mützenkordel dieser Ranggruppe war blau, gold durchwirkt.
| Dienstrang                                             | Abkürzung      | Schulterstück |
| ------------------------------------------------------ | -------------- | ------------- |
| Lehrling Teilausbildung                                | Lehrl Teilausb |               |
| Lehrling Abgang 8. Klasse                              | Lehrl 8. Kl    |               |
| Lehrling Abgang 10. Klasse                             | Lehrl 10. Kl   |               |
| Lehrling Abgang 10. Klasse Berufsausbildung mit Abitur | Lehrl Abi      |               |
| Reichsbahn-Unterassistent                              | RUAss          |               |
| Reichsbahn-Assistent                                   | RAss           |               |
| Reichsbahn-Oberassistent                               | ROAss          |               |
| Reichsbahn-Hauptassistent                              | RHAss          |               |

### Ranggruppe II
Die Mützenkordel dieser Ranggruppe war blau und gold im Verhältnis 2:2.
| Dienstrang               | Abkürzung | Schulterstück |
| ------------------------ | --------- | ------------- |
| Reichsbahn-Untersekretär | RUS       |               |
| Reichsbahn-Sekretär      | RS        |               |
| Reichsbahn-Obersekretär  | ROS       |               |
| Reichsbahn-Hauptsekretär | RHS       |               |

### Ranggruppe III
Die Mützenkordel dieser Ranggruppe war gold, blau durchwirkt.
| Dienstrang                   | Abkürzung | Schulterstück |
| ---------------------------- | --------- | ------------- |
| Student der Ingenieurschulen | Stud Ing  |               |
| Student der Hochschule       | Stud HfV  |               |
| Absolvent der Hochschule     | Abs HfV   |               |
| Reichsbahn-Inspektor         | RI        |               |
| Reichsbahn-Oberinspektor     | ROI       |               |
| Reichsbahn-Amtmann           | RA        |               |
| Reichsbahn-Oberamtmann       | ROA       |               |

### Ranggruppe IV
Die Mützenkordel entsprach der der Ranggruppe III (gold, blau durchwirkt).
| Dienstrang          | Abkürzung | Schulterstück |
| ------------------- | --------- | ------------- |
| Reichsbahn-Rat      | RR        |               |
| Reichsbahn-Oberrat  | ROR       |               |
| Reichsbahn-Hauptrat | RHR       |               |

### Ranggruppe V
Die Farbe der Umrandung der Schulterstücke war für Vizepräsidenten, Präsidenten, den Generaldirektor sowie seinen Stellvertreter rot, die Umrandung der Kragenspiegel ab Reichsbahn-Direktor gold.
Die Mützenkordel dieser Ranggruppe war gold.
| Dienstrang                                                                | Abkürzung | Schulterstück |
| ------------------------------------------------------------------------- | --------- | ------------- |
| Reichsbahn-Direktor                                                       | RD        |               |
| Reichsbahn-Oberdirektor                                                   | ROD       |               |
| Reichsbahn-Hauptdirektor                                                  | RHD       |               |
| Stellvertreter des Generaldirektors der DR                                | Stv. GD   |               |
| Stellvertreter des Generaldirektors der DR, Staatssekretär, Stv. Minister | Stv. GD   |               |
| Minister für Verkehrswesen und Generaldirektor der DR                     | GD        |               |

## Kulturgruppen
Mitglieder von Kulturgruppen der Deutschen Reichsbahn konnten Uniformstücke gegen Bezahlung beziehen und bei öffentlichen Veranstaltungen tragen. Schulterstücke waren entsprechend der Einstufung des Volkskunstkollektivs zu tragen, jedoch mit einer Lyra an Stelle der Sterne.

## Pioniereisenbahnen
Pioniereisenbahner trugen denen der Deutschen Reichsbahn entsprechende Uniformen, als Unterscheidung diente ein silbernes bzw. für Brigadeleiter ein goldenes „P“ auf den Schulterstücken. Neben den Kleidungsstücken in Kindergrößen wurden auch Kragenspiegel und Schulterstücken in kleineren Varianten hergestellt. Die Uniformordnung der Deutschen Reichsbahn fand jedoch keine Anwendung auf die Beschäftigten von Pioniereisenbahnen, für sie galt eine gesonderte Ordnung, die in den Grundzügen jedoch den Ranggruppen von 1974 entsprach. Häufig erfolgte die Einteilung nach der Ausbildungsstufe und der damit erlaubten Ausübung der jeweiligen Dienstposten oder bei älteren Mitgliedern nach den Dienstjahren. Die Uniformen und die damit verbundenen Dienstränge wurden von einigen ab 1990 als Parkeisenbahnen agierenden Vereinen übernommen.